# Conchita Puig
Conchita Puig-Barrata-Tissot   , née le 18 janvier 1953 à Aiguafreda, est une skieuse alpine espagnole.

## Résultats sportifs

### Coupe du monde
- Résultat au classement général : 20e en 1971. : 24e en 1972. : 28e en 1973.

### Championnats du monde de ski alpin
- Saint Moritz 1974 slalom : 9e.